# Santiago Soldati
Santiago Soldati (9 de febrero de 1943) es un empresario argentino.

## Biografía

### Primeros años
Santiago Soldati nació en 1943, hijo de Francisco Soldati, sobrino del fundador del barrio Villa Lugano de Buenos Aires, José Francisco Soldati, y propietario de la mayor empresa de servicios públicos de la ciudad, la Compañía Eléctrica Italo-Argentina. Su padre compró en 1965 el control de la Sociedad Comercial del Plata (SCP), un holding con varios intereses, principalmente inmobiliarios, ampliando la empresa al transporte de petróleo. Criado en una familia de ascendencia suiza (José Francisco nació en Lugano), Soldati recibió su educación en Suiza.
La creciente prominencia de la familia los convirtió en blanco del extremismo de izquierda durante los años 1970. [cita requerida]En abril de 1973 Soldati fue secuestrado por el grupo guerrillero los Montoneros, quienes lo liberaron tras el pago de un rescate de 1,5 millones de dólares, una importante cifra para la época.[cita requerida] Su padre acabó perdiendo la vida en un atentado con bomba en noviembre de 1979 llevado a cabo por el mismo grupo, en uno de sus últimos ataques. Soldati fue nombrado presidente de la SCP cuando su hermano mayor, Francisco, murió en un accidente de polo en 1991.

### Carrera
Tomó el control de SCP en un momento en que el presidente argentino Carlos Menem y el ministro de Economía Domingo Cavallo estaban impulsando una ambiciosa política de privatizaciones. SCP se convirtió en un accionista minoritario en los recién privatizados servicios de televisión, teléfono, gas natural, electricidad, ferroviarios, de carga y agua, convirtiéndose finalmente en Telefe, Telefónica de Argentina, Transportadora del Gas del Norte, Transener, Ferroexpreso Pampeano y Aguas Argentinas, respectivamente. Soldati invirtió parte de sus diversificadas ganancias en dos atracciones turísticas: el ferrocarril Tren de la Costa y el parque de atracciones Parque de la Costa. La primera la desarrolló al obtener una concesión en 1993 para operar la antigua ruta del Ferrocarril Central Argentino, de propiedad estatal, entre los suburbios de Olivos y Tigre, en desuso desde 1961. Tras la recuperación de los rieles y estaciones abandonados y la compra de nuevos equipos, en abril de 1995 se inauguró el "Tren de la Costa", de 16 km de longitud, contribuyendo a reactivar el mercado inmobiliario de la zona, en gran parte de alto nivel.
Soldati fue elegido Presidente del Consejo Empresarial Argentino por un período de dos años en 1997. Como principal accionista de Aguas Argentinas (con un 20%), SCP se benefició de la decisión de Soldati en 1998 de vender su participación a Suez, con sede en París, que pagó a SCP 150 millones de dólares por sus acciones, es decir, el triple de lo que había pagado la empresa de Soldati en 1993. Sin embargo, la venta de la unidad rentable estuvo motivada en parte por las crecientes deudas de SCP, cuya previsión de ingresos se vio mermada por los efectos locales durante 1995 y 1996 de la crisis del peso mexicano. Su deuda de 715 millones de dólares era casi el doble de su valor contable y, en 1997, SCP se desprendió de las empresas de procesamiento de gas natural de su unidad de la Compañía General de Combustibles (CGC) por 230 millones de dólares, gran parte de los cuales tuvo que ser destinada a la cancelación de la deuda.
Al controlar CPC, la segunda empresa de construcción más grande del país, Soldati se desprendió de la mitad de la participación en la constructora, así como del 100% de la empresa de gas Ban, en 1998. Sin embargo, CPC dejó de pagar una deuda de 25 millones de dólares en abril de 1999, lo que la dejó fuera del mercado de bonos corporativos. El principal drenaje de las finanzas del grupo fue su inversión de 400 millones de dólares en las dos atracciones turísticas suburbanas de Buenos Aires: el Tren y el Parque de la Costa, que funcionaban con pérdidas y cuya deuda inicial se hizo difícil de pagar.
Siguieron las negociaciones con los acreedores, pero una demanda presentada contra SCP por la empresa estadounidense Reef Exploration en el año 2000 por la venta de una filial a Shell Petroleum llevó a la decisión de Soldati de declarar la quiebra de SCP en septiembre de ese año. La venta de una serie de intereses relacionados con la energía a Techint, multinacional argentina registrada en Luxemburgo, no pudo rescatar a SCP de la quiebra, y en 2004 Soldati la despojó del 81% de su unidad de CGC, que fue vendida al fabricante local de productos químicos para el hogar TVB.
Ese año, la bancarrota de SCP fue aprobada por el tribunal, que le concedió una condonación del 80% de una deuda que había crecido a 1.200 millones de dólares para entonces. La condonación permitió a SCP entrar en una modesta empresa con Millicom, un proveedor de redes de telefonía móvil con sede en Luxemburgo, que dio lugar a la primera red WiMax de América Latina.
Amigo personal del empresario británico Peter Munk, Soldati presionó a favor de la compañía Barrick Gold durante el 2009. Barrick, el gigante de la minería de oro cofundado por Munk en 1983, había estado explorando un depósito potencialmente grande que se extendía por la frontera entre Argentina y Chile a lo largo de la cordillera de los Andes, y finalmente obtuvo la aprobación para explotar el campo Pascua Lama de ambas jurisdicciones. Sin embargo, los problemas jurídicos de SCP continuaron, ya que el fallo sobre la quiebra había sido apelado por un fiscal del tribunal comercial en 2006, y en octubre de 2009 la Corte Suprema de Argentina anuló el fallo anterior, citando irregularidades en la asamblea de accionistas convocada para aprobar la quiebra.
El 31 de diciembre de 2009, Soldati renunció a la presidencia de SCP, alegando que ya había alcanzado la edad de jubilación.